# Andrij Voronin

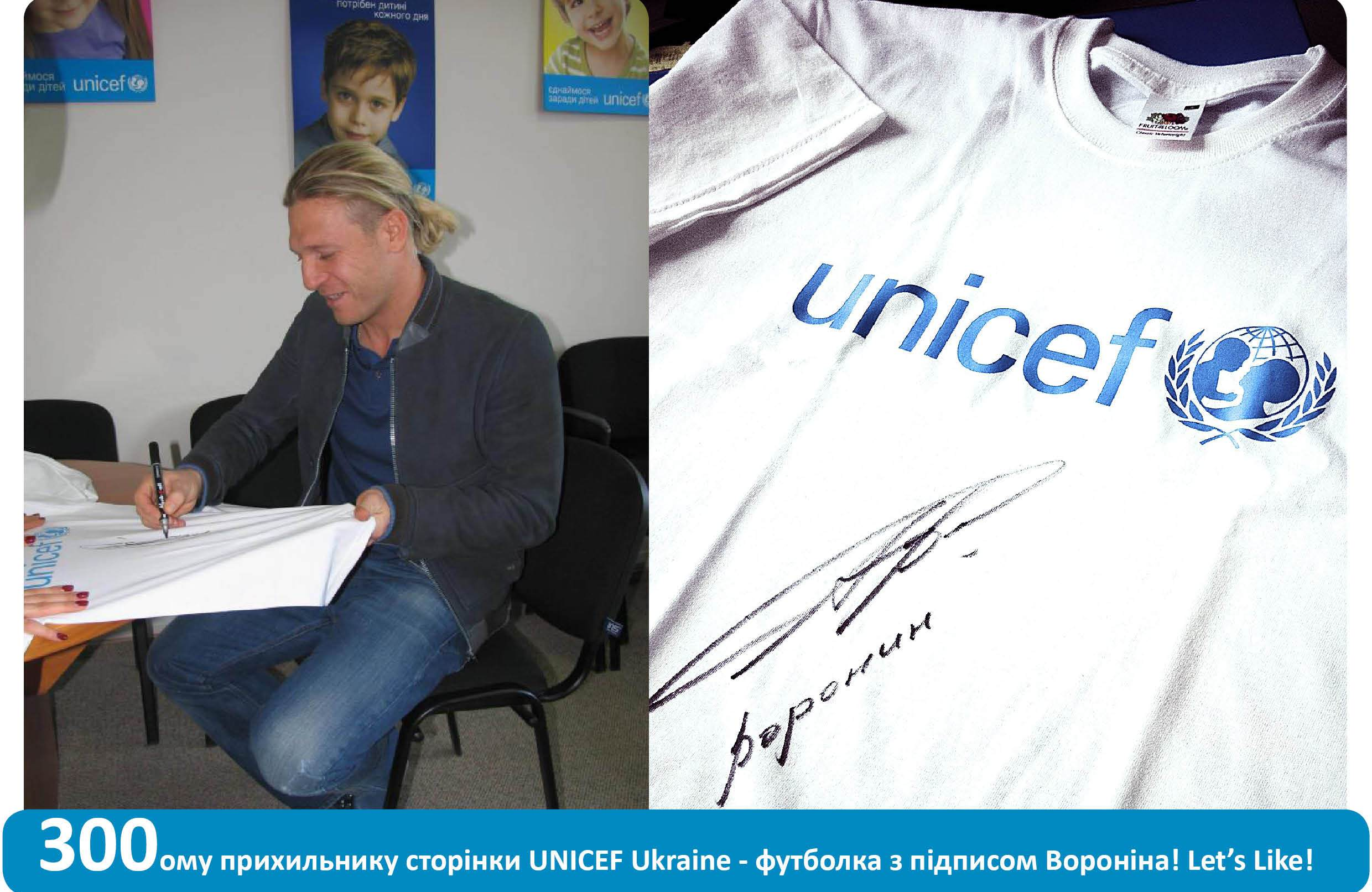
Andrij Voronin podepisuje dres pro akci UNICEF v roce 2012

Andrij Viktorovyč Voronin, ukrajinsky Андрій Вікторович Воронін (* 21. červenec 1979), je bývalý ukrajinský fotbalový útočník a reprezentant. V roce 2011 získal na Ukrajině ocenění „Fotbalista roku“. Prošel hráčská angažmá v Německu, Anglii a Rusku. Po skončení aktivní hráčské kariéry se stal trenérem.

## Reprezentační kariéra
Voronin je bývalým reprezentantem Ukrajiny, v národním A-týmu odehrál v letech 2002–2012 celkem 74 zápasů, v nichž nastřílel 8 branek.

### EURO 2012
Zúčastnil se domácího Mistrovství Evropy ve fotbale 2012, které Ukrajina spolupořádala s Polskem. Odehrál na turnaji dva ze tří zápasů svého týmu, postupně 11. června výhra 2:1 nad Švédskem a 15. června prohra 0:2 s Francií. 19. června proti Anglii (porážka 0:1) nehrál. Ukrajinské mužstvo skončilo se třemi body na nepostupové třetí příčce základní skupiny D.